# Bê tông

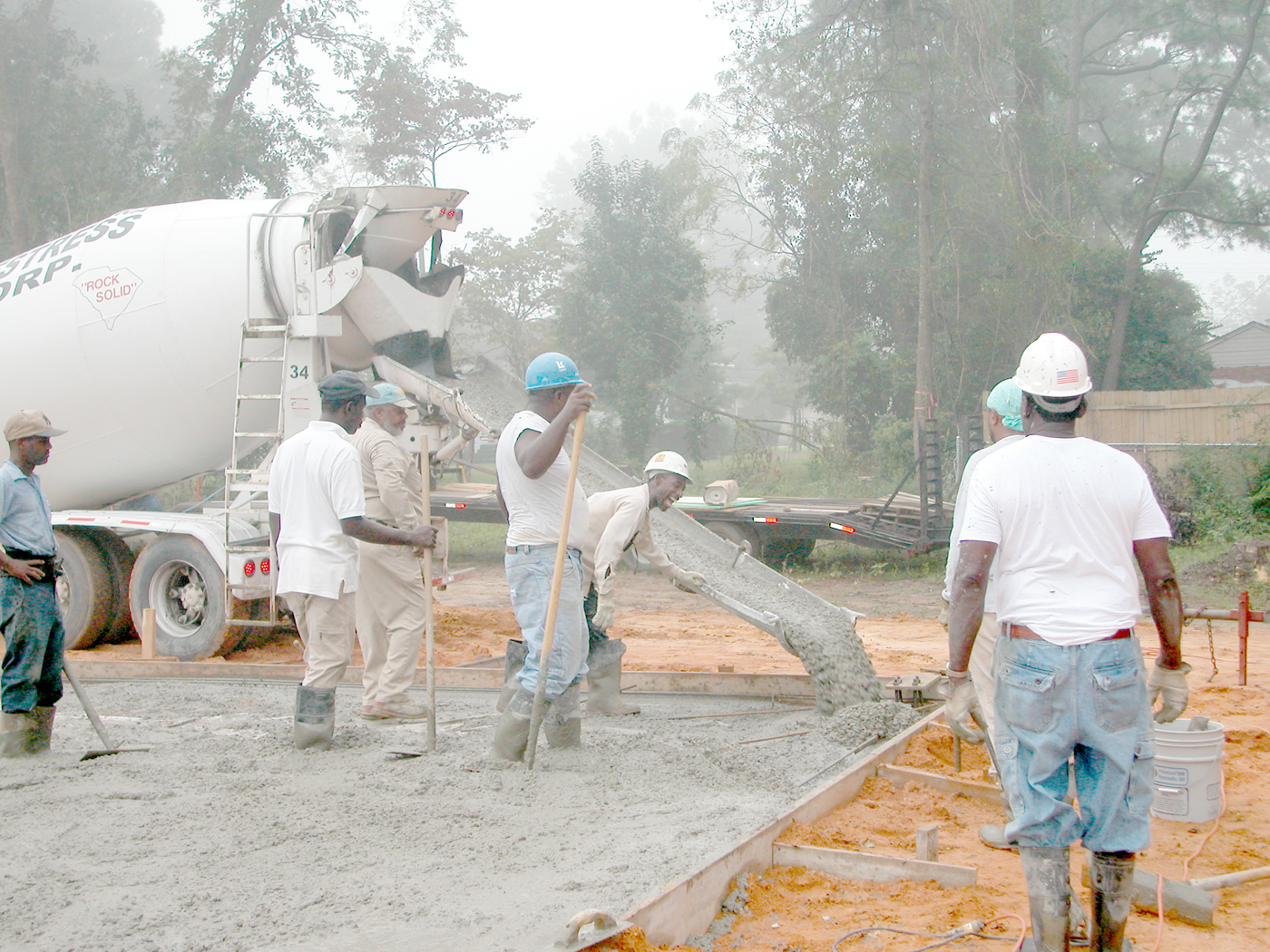
Đổ bê tông nền

Bê tông (bắt nguồn từ từ tiếng Pháp béton /betɔ̃/) là một loại đá nhân tạo, được hình thành bởi việc trộn các thành phần: Cốt liệu thô, cốt liệu mịn, chất kết dính,... theo một tỷ lệ nhất định (được gọi là cấp phối bê tông). 
Trong bê tông, chất kết dính (xi măng + nước, nhựa đường, phụ gia...) làm vai trò liên kết các cốt liệu thô (đá, sỏi,...đôi khi sử dụng vật liệu tổng hợp trong bê tông nhẹ) và cốt liệu mịn (thường là cát, đá mạt, đá xay,...) và khi đóng rắn, làm cho tất cả thành một khối cứng như đá.
Có các loại bê tông phổ biến là: bê tông tươi, bê tông nhựa, bê tông Asphalt, bê tông Polyme và các loại bê tông đặc biệt khác.
Về sức bền vật lý, bê tông chịu lực nén khá tốt nhưng khả năng chịu lực kéo không tốt lắm. Vì vậy, trong xây dựng các công trình, các vật liệu chịu lực kéo tốt (ví dụ thép) được sắp xếp để đưa vào trong lòng khối bê tông, đóng vai trò là bộ khung chịu lực nhằm cải thiện khả năng chịu kéo của bê tông. Loại bê tông có phần lõi thép này được gọi là bê tông cốt thép. Các tác động khác như đóng băng hay nước ngấm vào trong bê tông cũng có thể gây ra hư hại cho loại vật liệu này.
Bê tông được sử dụng rộng rãi trong xây dựng các công trình kiến trúc, móng, gạch không nung hay gạch block, mặt lát của vỉa hè, cầu và cầu vượt, đường lộ, đường băng, các cấu trúc trong bãi đỗ xe, đập, hồ chứa/bể chứa nước, ống cống, chân cột cho các cổng, hàng rào, cột điện và thậm chí là thuyền. Một số công trình kiến trúc làm bằng bê tông nổi tiếng có thể kể đến như Burj Khalifa (tòa nhà chọc trời cao nhất thế giới), đập Hoover, kênh đào Panama và đền Pantheon.
Kỹ thuật chế tạo và sử dụng bê tông xuất hiện từ thời La Mã cổ đại và được sử dụng rộng rãi trong suốt giai đoạn tồn tại của Đế quốc La Mã. Sau khi đế quốc La Mã sụp đổ, kỹ thuật sử dụng bê tông cũng bị mai một cho đến khi được tái khám phá vào giữa thế kỷ 18.
Việc sản xuất và sử dụng bê tông có nhiều tác động khác nhau đến môi trường và nhìn chung cũng không hoàn toàn là tiêu cực như nhiều người nghĩ. Mặc dù sản xuất bê tông đóng góp đáng kể vào việc sản sinh khí nhà kính, việc tái sử dụng bê tông lại rất phổ biến đối với các công trình quá cũ và quá giới hạn tuổi thọ. Những kết cấu bê tông rất bền và có tuổi thọ rất cao. Đồng thời, do khối lượng tác dụng nhiệt cao và độ thẩm rất kém, bê tông cũng là một vật liệu dùng cho nhà ở tiết kiệm năng lượng.